# Бакланова, Елена Павловна
Еле́на Па́вловна Бакланова (Волкова; р. 13 июня 1960, Горький, РСФСР, СССР) — советская и российская волейболистка, игрок сборной СССР (1981—1988). Олимпийская чемпионка 1988, чемпионка Европы 1985, 8-кратная чемпионка СССР. Заслуженный мастер спорта СССР (1988).

## Биография
Елена Волкова начала заниматься волейболом в 1970 году в Горьком. Первый тренер — И. С. Бабушкин. В 1978—1989 выступала за команду «Уралочка» (Свердловск). В её составе 7 становилась чемпионкой СССР и ещё трижды призёром союзных первенств, а также 4 раза выигрывала Кубок европейских чемпионов и дважды — Кубок СССР.
После 1989 года играла за клубы Италии, Германии, Хорватии и Беларуси. В 2002—2003 выступала за команду «Казаночка» (Казань).
В сборной СССР в официальных соревнованиях выступала в 1981—1988 годах. В её составе неоднократно становилась победителем и призёром крупнейших международных соревнований, в том числе олимпийской чемпионкой (1988) и чемпионкой Европы (1985).

### Игровая карьера
- 1979—1989 —  «Уралочка» (Свердловск);
- 1991—1992 —  «Менабо» (Реджо-Эмилия);
- 1992—1993 —  «Реджо-ди-Калабрия»;
- 1994—1995 —  «Шверинер» (Шверин);
- 1995—1997 —  «Гроссайтинген»;
- 1997—1998 —  «Чазматранс» (Чазма);
- 1998—2000 —  «Атлант-БарГУ» (Барановичи);
- 2002—2003 —  «Казаночка» (Казань).

## Достижения

### Клубные
- 7-кратная чемпионка СССР — 1979—1982, 1986—1989;
  - двукратный серебряный призёр чемпионатов СССР — 1984, 1985;
  - бронзовый призёр чемпионата СССР 1983.
- двукратный обладатель Кубка СССР — 1986, 1987;
- 4-кратный победитель розыгрышей Кубка европейских чемпионов — 1982, 1983, 1987, 1989;
- победитель розыгрыша Кубка обладателей кубков ЕКВ 1986;

### Со сборной СССР
- Олимпийская чемпионка 1988;
- двукратный бронзовый призёр розыгрышей Кубка мира — 1981, 1985;
- чемпионка Европы 1985;
  - трёхкратный серебряный призёр чемпионатов Европы — 1981, 1983, 1987;
- чемпионка Игр Доброй воли 1986;
- победитель соревнований «Дружба-84».

## Источник
- Волейбол. Энциклопедия/Сост. В. Л. Свиридов. — М.: Человек и Спорт, 2016.